# Oberembrach
Oberembrach är en ort och kommun i distriktet Bülach i kantonen Zürich, Schweiz. Kommunen har 1 105 invånare (2023).